# Palaeoraphe
Palaeoraphe là một chi thuộc họ Cau chỉ chứa duy nhất một loài là Palaeoraphe dominicana, vốn đã bị tuyệt chủng từ thời xa xưa. Chi này được biết đến qua một mẩu hổ phách có chứa hoa của nó trong giai đoạn Burdigalian của thế Miocen, được tìm thấy ở thành phố Santiago (thuộc đảo Hispaniola, Cộng hòa Dominica), cùng với hóa thạch hoa của loài Roystonea palaea.
Tên của chi này được ghép từ palaios - trong tiếng Hy Lạp có nghĩa là "cổ xưa", và Raphia, tên gọi của một chi cọ bản địa của châu Phi. Trong khi đó, tên gọi của thành viên duy nhất trong chi này, dominicana, ám chỉ đến nơi mà hóa thạch được phát hiện, Cộng hòa Dominica.
Mẫu hóa thạch của P. dominicana hiện đang được lưu giữ trong bộ sưu tập của trường Đại học bang Oregon ở thành phố Corvallis, Oregon, mang số hiệu "Sd-9-158", nơi mà nó được nghiên cứu và mô tả bởi tiến sĩ George Poinar. Ponair sau đó đã cho xuất bản mô tả của mình trong "Tạp chí Thực vật học Hội Linnean" (Botanical Journal of the Linnean Society), quyển 139.
Hoa của Palaeoraphe còn nguyên vẹn, đường kính khoảng hơn 10 mm; nhị hoa dài khoảng 2,7 mm; đường kính lớn nhất của bầu nhụy là khoảng 1,7 mm; có 3 đài hoa lớn. Chi Palaeoraphe được xếp vào tông Corypheae thuộc phân họ Coryphoideae, trong đó có 12 chi được tìm thấy ở cả tân thế giới và cựu thế giới. Ba trong số 12 chi đó có cấu tạo hoa gần giống với Palaeoraphe là Brahea, Acoelorraphe và Colpothrinax, nhưng giống nhất là Brahea.
Tiến sĩ Ponair cho rằng, Palaeoraphe là một chi bị giới hạn trong khu vực Đại Antilles, và cụ thể là tại đảo Hispaniola. Sự tuyệt chủng của Palaeoraphe có thể là do sự thay đổi, tiến hóa của động thực vật trong thế Pliocene và Pleistocene, mà Palaeoraphe không thích nghi được.